# Криворізька волость (Херсонський повіт)
Криворізька волость — історична адміністративно-територіальна одиниця Херсонського повіту Херсонської губернії. Створена в 1861 році. Проіснувала до березня 1923 року.
Станом на 1886 рік складалася з 4 поселень, 4 сільських громад. Населення — 9041 особа (4505 чоловічої статі та 4536 — жіночої), 3062 дворових господарства.
|                    | Площа, десятин | У тому числі орної, дес. |
| ------------------ | -------------- | ------------------------ |
| Сільських громад   | 20766          | 12401                    |
| Казенної власності | 2032           | 651                      |
| Іншої власності    | 361            | 225                      |
| Загалом            | 23159          | 13277                    |

Поселення волості:
- Кривий Ріг — містечко при річках Інгулець та Саксагань в 130 верстах від повітового міста, 3745 осіб, 800 дворів, церква православна, єврейський молитовний будинок, школа, земська поштова станція, 12 лавок, 3 постоялих двори, 4 ярмарки на рік: 9 березня, 9 травня, 15 вересня, 26 жовтня, базарь по понеділках, торжки щоденно.
- Олександрів Дар — село при річці Інгулець, 1226 осіб, 214 дворів, церква православна, камера мирового судді, лавка.
- Ново-Житомир — колонія євреїв при ставку, 487 осіб, 60 дворів, єврейський молитовний будинок, земська поштова станція, лавка.
- Новий Кривий Ріг — село при річці Інгулець, 550 осіб, 52 двори.

## Церкви
- Різдво-Богородичний молитовний будинок (м. Кривий Ріг) — заснований 1886 року.